# 국제 체스 연맹
국제 체스 연맹(國際 - 聯盟, 프랑스어: Fédération Internationale des Échecs, FIDE, 영어: International Chess Federation, World Chess Federation)은 전 세계 다양한 국가 체스 협회를 연결하는 국제 단체이다.

## 역사
1914년 4월, 러시아 상트페테르부르크에서 국제 체스 연맹을 창설할 계획이 착수되었다. 또 다른 시도가 1914년 7월 만하임 국제 체스 토너먼트 기간 동안 있었으나 제1차 세계 대전의 발발로 인해 추가적인 노력은 일시적으로 중단되었다. 1920년에도 예테보리 토너먼트에서 국제 체스 연맹을 조직하려는 시도가 있었다.
1924년 7월 20일, 파리 토너먼트의 참석자들은 국제 체스 연맹(FIDE)을 체스 플레이어 연합의 한 종류로서 설립하였다. 초기에 국제 체스 연맹은 힘이 적었고 재정이 좋지 않았다.
1999년, 국제 체스 연맹은 국제 올림픽 위원회(IOC)로부터 승인되었다.